# 가고시마군

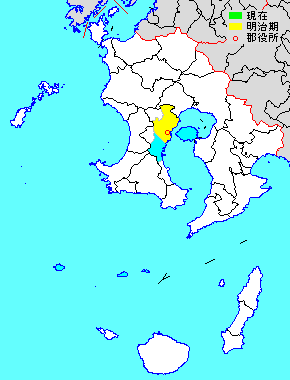
가고시마군의 위치

가고시마군(일본어: 鹿児島郡, かごしまぐん)은 일본 가고시마현의 군이다.
인구 1,096명, 면적 132.53km², 인구밀도 8.27명/km².(2025년 3월 1일, 추계인구)
이하 2촌으로 구성된다.
- 도시마촌(十島村)
- 미시마촌(三島村)

## 역사
현재는 모두 오시마군에서 소속을 옮긴 섬에 있는 2개의 촌으로 이루어져 있다. 본토에 존재하고 있던 가고시마 군의 정촌은 모두 가고시마시에 편입되었다.
- 2004년 11월 1일 - 요시다 정·사쿠라지마 정이 가고시마시에 합병 편입됨으로써 군에서 이탈하였다.

틀:사쓰마국의 군